# مسابقه لاک‌پشت

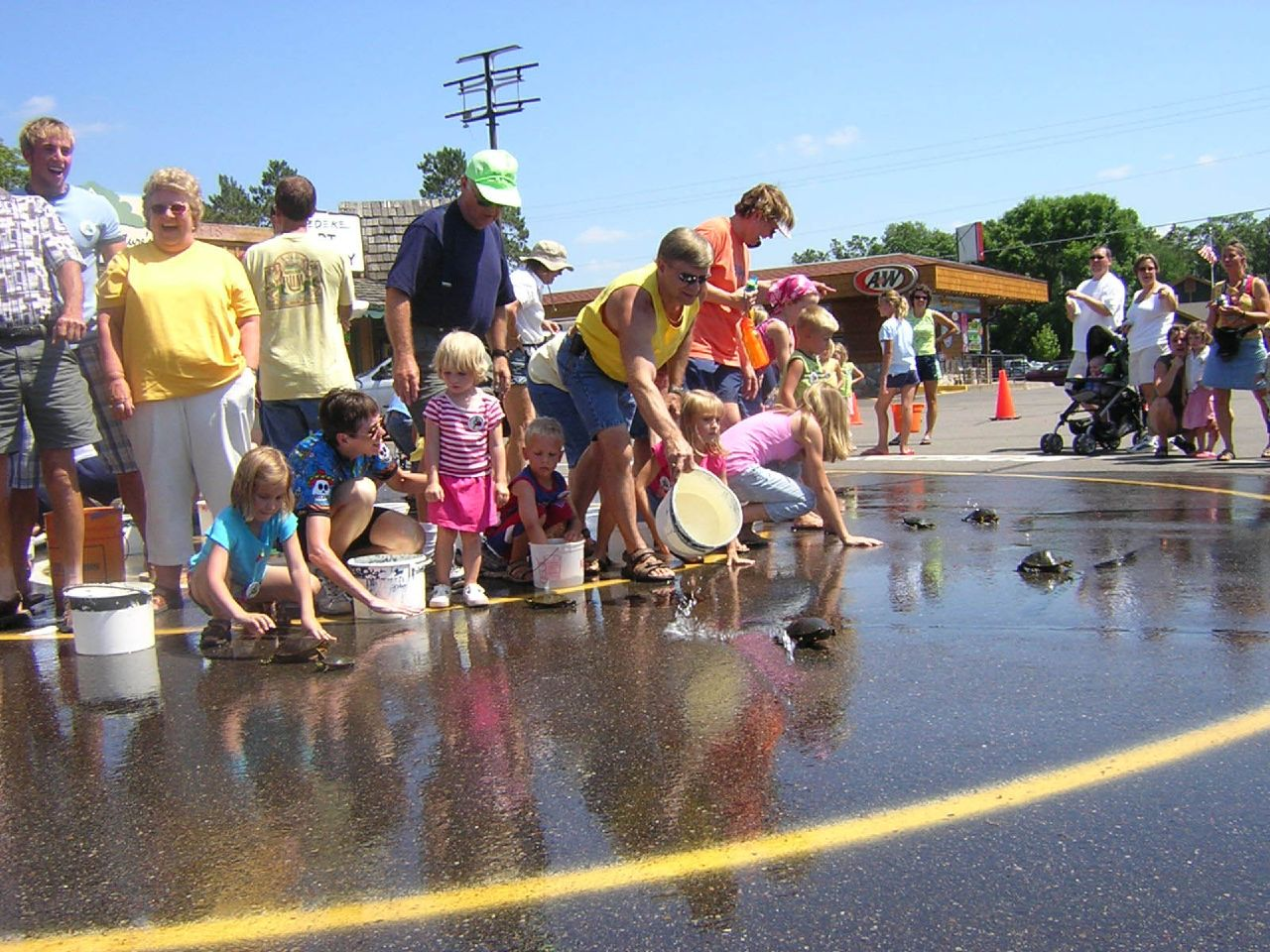
مسابقه لاک‌پشت

مسابقه لاک‌پشت‌ها (به انگلیسی: Turtle racing) رویدادی است که در آن شرکت‌کنندگان معمولاً لاک‌پشت‌ها را در مرکز یک دایره قرار می‌دهند و آن‌ها را تماشا می‌کنند که در اطراف راه می‌روند تا زمانی که یکی از آنها از دایره عبور کند. در ابتدا به عنوان رویدادی برای کودکان در نمایشگاه‌ها و پیک‌نیک‌های شهرستانی در مرکز ایالات متحده محبوبیت یافت، از آن زمان بر دامنه و محبوبیت آن افزوده شد و انواع دیگری از این رویداد برگزار شد.